# José María Franquet Martínez

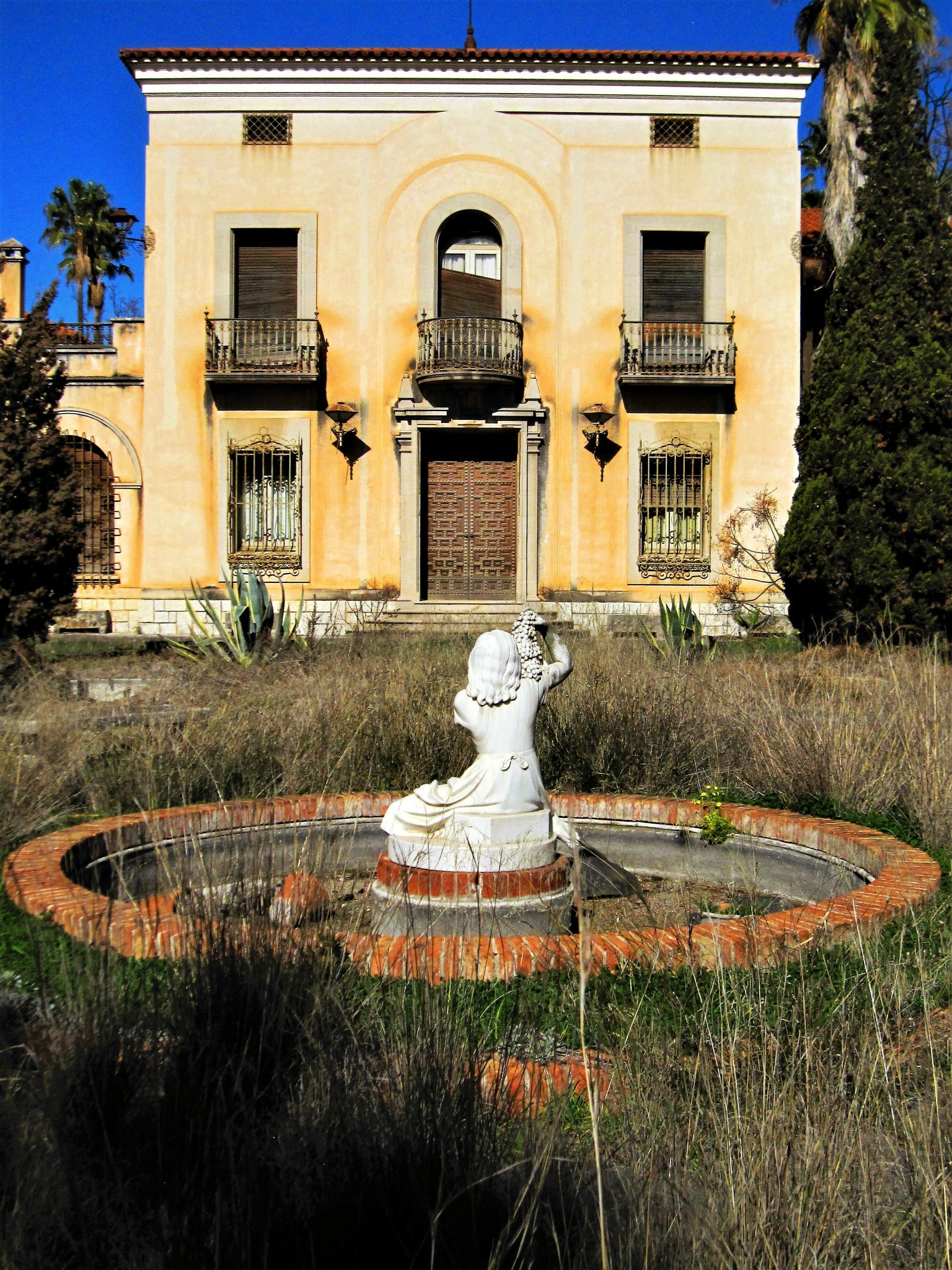
Casa Fontcuberta, Benicarló

José María Franquet Martínez (1910-1984), fue un arquitecto catalán y empresario agrícola, nacido en Tortosa y titulado en la Escuela Especial de Arquitectura de Barcelona el 1935 y posteriormente, en 1964, obtuvo el de Doctor arquitecto.

## Biografía
Arquitecto municipal de Roquetas, Amposta, Llinás del Vallés y Vinaroz, proyectó y construyó algunos de los edificios más destacables de las comarcas meridionales de Cataluña y de las septentrionales de la Comunidad Valenciana entre 1939 y 1984. Su documentación personal se conserva en el archivo histórico del Colegio de Arquitectos de Cataluña.

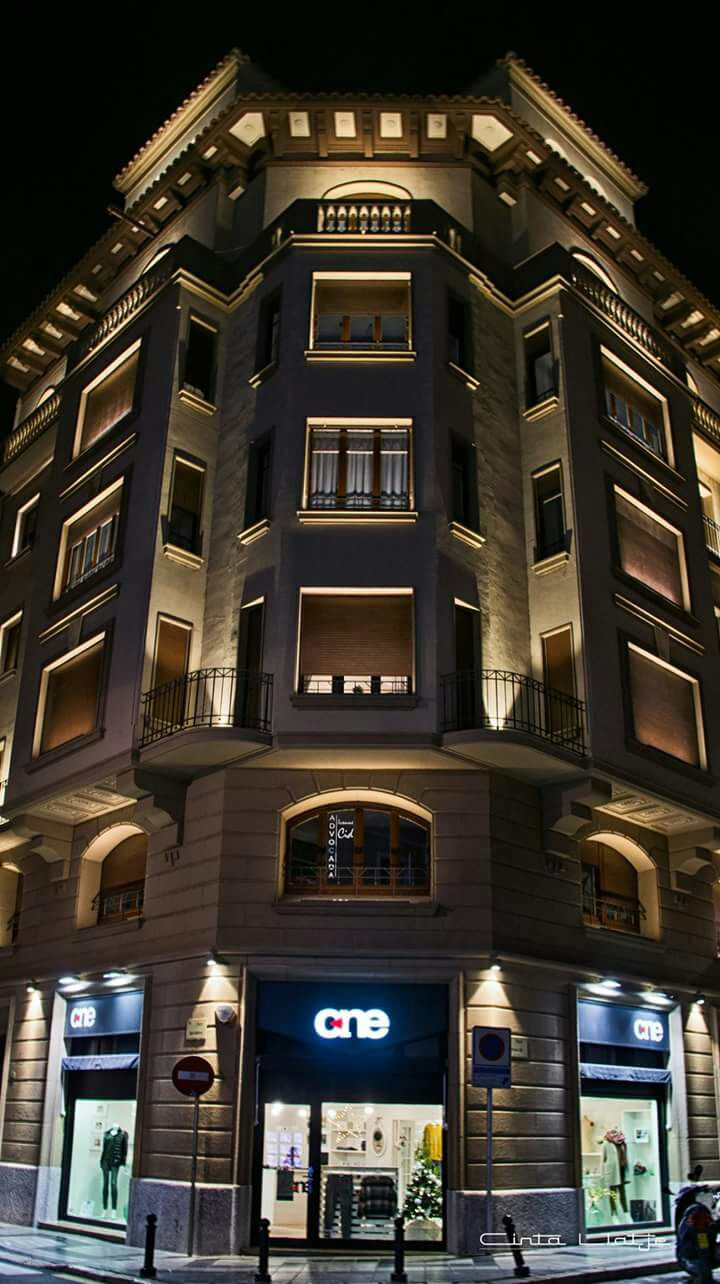
Casa Algueró, en la plaza de Alfonso XII de Tortosa, obra del arquitecto Franquet.

Se pueden destacar, entre otros, la Casa Fontcuberta, de Benicarló, publicada en la revista Cuadernos de Arquitectura en 1945; los cines Niza y Fémina, de Tortosa; las casas Algueró, Borràs, Capitán y las Nuevas Galerías, también de la ciudad del Ebro; la Casa Barberà, la iglesia del Sagrado Corazón de Jesús (Raval de Cristo) y el cine Cataluña, de Roquetas; la casa Roig-Escrivà, el Colegio Cervantes y el cine Òscar, de Amposta; la Clínica Lluch de Tortosa; el bloque de pisos de la Caixa en Gandesa y varios chalés en zonas residenciales. También edificó en grandes capitales, como por ejemplo Barcelona.
Trabajó básicamente en las Tierras del Ebro pero no solo de arquitecto; Franquet diseñó muebles, chimeneas y trabajó la piedra en seco, así como la construcción de fábricas, caminos, carreteras, puentes e incluso sistemas de saneamiento y de riego. Su ingente potencial creador hizo de Franquet un referente incontestable de la arquitectura de posguerra en las comarcas del sur de Cataluña.